# Terricola thomasi
Microtus (Terricola) thomasi (норик Томаса) — вид гризунів родини Хом'якові (Cricetidae).

## Поширення
Ендемік південно-східних Балкан, включаючи Боснію і Герцеговину, Чорногорію, материкову Грецію і острів Евбея (Греція), Албанію. Проживає від рівня моря до 2000 метрів.

## Середовище проживання та екологія
Віддає перевагу відкритим ділянкам з глибоким ґрунтом, в якому риє розлогі нори. Записані місця проживання: луки і пасовища на карстових вапняках і високогірні пасовища. Також знаходиться на орних угіддях. 

## Загрози та охорона
Немає серйозних загроз для цього виду. Зустрічається в природоохоронних територіях в Греції.

## Ресурси Інтернету
- Kryštufek, B. & Mitsain, G. 2008. Microtus thomasi [Архівовано 30 вересня 2016 у Wayback Machine.]

| Панда | Це незавершена стаття з теріології. Ви можете допомогти проєкту, виправивши або дописавши її. |